# Lijst van voetbalinterlands Anguilla - Guyana
Deze lijst van voetbalinterlands is een overzicht van alle officiële voetbalwedstrijden tussen de nationale teams van Anguilla en Guyana. De landen speelden tot op heden twee keer tegen elkaar. De eerste ontmoeting, een kwalificatiewedstrijd voor de Caribbean Cup 1998, werd gespeeld in Saint John's (Antigua en Barbuda) op 19 april 1998. Het laatste duel, een kwalificatiewedstrijd voor de Caribbean Cup 2017, vond plaats op 22 maart 2016 in Georgetown.

## Wedstrijden
| № | Plaats       | Datum         | Competitie                      | Wedstrijd         | Uitslag |
| - | ------------ | ------------- | ------------------------------- | ----------------- | ------- |
| 1 | Saint John's | 19 april 1998 | Caribbean Cup 1998 kwalificatie | Guyana − Anguilla | 14 − 0  |
| 2 | Georgetown   | 22 maart 2016 | Caribbean Cup 2017 kwalificatie | Guyana − Anguilla | 7 − 0   |

## Samenvatting
| Competitie                 | Totaal gespeeld | Winst Anguilla | Gelijk | Winst Guyana | Doelsaldo Anguilla – Guyana |
| -------------------------- | --------------- | -------------- | ------ | ------------ | --------------------------- |
| Caribbean Cup-kwalificatie | 2               | 0              | 0      | 2            | 0 − 21                      |
| Totaal                     | 2               | 0              | 0      | 2            | 0 − 21                      |

Wedstrijden bepaald door strafschoppen worden, in lijn met de FIFA, als een gelijkspel gerekend.
AFA · Anguillaans vrouwenelftal
1991 - 1999 · 
2000 – 2009 · 
2010 – 2019 ·
2020 − 2029
Amerikaanse Maagdeneilanden ·
Antigua en Barbuda ·
Bahama's · 
Barbados · 
Belize ·
Britse Maagdeneilanden · 
Dominica · 
Dominicaanse Republiek · 
El Salvador · 
Grenada · 
Guatemala ·
Guyana · 
Kaaimaneilanden · 
Montserrat ·
Nicaragua ·
Panama ·
Puerto Rico · 
Saint Kitts en Nevis · 
Saint Lucia ·
Saint Vincent en de Grenadines ·
Suriname ·
Trinidad en Tobago ·
Turks- en Caicoseilanden
GFF · A-internationals · Olympisch elftal · Guyaans vrouwenelftal
Amerikaanse Maagdeneilanden ·
Anguilla ·
Antigua en Barbuda ·
Aruba ·
Bahama's ·
Barbados ·
Belize ·
Bermuda ·
Bolivia ·
Cambodja ·
Costa Rica ·
Cuba ·
Dominica ·
Dominicaanse Republiek ·
El Salvador ·
Ethiopië · 
Grenada ·
Guatemala ·
Haïti ·
India ·
Indonesië ·
Jamaica ·
Kaaimaneilanden ·
Kaapverdië ·
Mexico ·
Montserrat ·
Nederlandse Antillen ·
Panama ·
Puerto Rico ·
Saint Kitts en Nevis ·
Saint Lucia ·
Saint Vincent en de Grenadines ·
Suriname ·
Trinidad en Tobago ·
Turks- en Caicoseilanden ·
Verenigde Staten